# جوزيف مورتون
جوزيف مورتون (بالإنجليزية: Joseph Morton)‏ هو صحفي أمريكي، ولد في 1911 في سانت جوزيف في الولايات المتحدة، وتوفي في 24 يناير 1945 في معسكر اعتقال ماوتهاوزن في النمسا.